# Visconde de Ervedal da Beira
Visconde de Ervedal da Beira é um título nobiliárquico criado por D. Carlos I de Portugal, por Decreto de 24 de Agosto e Carta de 9 de Novembro de 1893, em favor de Sebastião Carlos da Costa Brandão e Albuquerque.
Titulares
1. Sebastião Carlos da Costa Brandão e Albuquerque, 1.º Visconde de Ervedal da Beira;
2. Sebastião de Albuquerque Pinto Tavares Castelo Branco da Costa, 2.º Visconde de Ervedal da Beira.

Após a Implantação da República Portuguesa, e com o fim do sistema nobiliárquico, usaram o título: 
1. Sebastião Carlos de Albuquerque, 3.º Visconde de Ervedal da Beira;
2. Sebastião Dargent de Albuquerque, 4.º Visconde de Ervedal da Beira.